# جيرافيسا
جيرافيسا، أو دجيرافيسا (الألبانية: Gjeravica، السيريلية الصربية: Ђеравица)، هي ثاني أعلى قمة جبلية في سلسلة جبال الألب الألبانية، وسلسلة جبال الألب الدينارية، بعد ماجا جيزيركي. وهو ثاني أعلى جبل في كوسوفو* (بعد فيليكا رودوكا)، أو ثاني أعلى جبل في صربيا، وفقاً لموقف الحكومة الصربية منها. ويبلغ ارتفاعها 2,656 م (8,714 قدم) فوق مستوى سطح البحر. جيرافيسا هي بلدة تقع في كوسوفو في مقاطعة يونيك. قبل القرن العشرين، كان يطلق عليها اسم «كالوديروفيكا» (كالودر يعني الراهب باللغة الصربية).

## المزايا
يختلف جيرافيسا إلى حد ما عن بقية جبال الألب الألبانية في افتقاره إلى البنية الصخورية ونسيج الأحجار الجيرية. توجد العديد من البحيرات الجليدية، الكبيرة منها والصغيرة. أكبر البحيرات هي بحيرة جيرافيسا، التي تقع تحت القمة مباشرة وهي منشأ نهر إيرينيك.
جيرافيسا وجبال الألب الألبانية، مشهوران بنمو الكستناء، والفراولة البرية التي تنمو خلال الصيف.

## جغرافيا

### المستوطنات المجاورة
- ديشاني
- يونيك
- بيخا
- بيلاي
- كرتشي إي خينيت
- كرتسي إي زي
- فيليكو يازيرو
- تشفينو يازيرو

### القمم القريبة
- كومولوري
- تروبويسك بلوتشيشي
- غوري إي غياتي
- مايا إي رام أروتشيت
- ليوجي إي بريلتش

### أجراف
- بيغا تاماس
- كرتشي إي جينيت
- كومولورو
- كرتشي إي زي
- غوري إي كيوفي
- غوري إي مال
- بريهوف
- ميناريا

### الينابيع المجاورة
- كروني تيديل
- كروني غوسيا
- كروني إي ليزيت
- كروني إي نوسز
- غورا إي هاساناغ
- كروني إي ميتيس
- غورا إي مير
- كروني إي راسافي
- كروني إي سمايليت
- غوري إي تشورشيس
- غورا هودس
- كروني إي مير

## روابط خارجية
- جيرافيسا على موقع summitposts
- معلومات عن جيرافيسا على peakware
- بيكباغير ، سيرافيكا

## هوامش
* تعتبر كوسوفو موضوع نزاع إقليمي بين جمهورية كوسوفو وجمهورية صربيا. وأعلنت جمهورية كوسوفو استقلالها من جانب واحد في 17 شباط/فبراير 2008. ولا تزال صربيا تطالب بها كجزء من أراضيها ذات السيادة. بدأت الحكومتان في تطبيع العلاقات في عام 2013، كجزء من اتفاقية بروكسل لعام 2013. وتعترف حاليا 98 دولة من الدول الأعضاء في الأمم المتحدة البالغ عددها 193 دولة بكوسوفو دولة مستقلة. وفي المجموع، اعترفت 113 دولة عضو في الأمم المتحدة بكوسوفو في مرحلة ما، سحبت 15 دولة منها اعترافها في وقت لاحق.